# Skalskie (szczyt)
Skalskie – szczyt o wysokości 789 m n.p.m. w bocznym grzbiecie odbiegającym od grzbietu głównego Małych Pienin w północno-zachodnim kierunku. Pozostałe szczyty w tym grzbiecie to: Watrisko i Góra Repowa. Skalskie wznosi się na południe od doliny Biała Woda. W jego zachodnich zboczach znajduje się rezerwat przyrody Zaskalskie-Bodnarówka. Zbocza te opadają do Doliny Skalskie, dnem której płynie Skalski Potok. W dolnej części Skalskiego tworzy on malowniczy przełom – bramę skalną złożoną z dwóch skał: Czerwonej Skały i Dziurawej Skały.
Skalskie znajduje się w miejscowości Jaworki w województwie małopolskim, w powiecie nowotarskim, w gminie miejsko-wiejskiej Szczawnica. Jest całkowicie porośnięte lasem i jest siedliskim licznych zwierząt. W lesie liczne skałki, od których pochodzi nazwa szczytu.